# Discografia de Emily Osment
A discografia de Emily Osment, uma cantora de nacionalidade americana, consiste em um álbum de estúdio, um extended play (EP), oito singles, incluindo quatro como artista principal, três promocionais e um como artista convidada e oito vídeos musicais.

## Álbuns

### Álbuns de estúdio
| Detalhes do álbum                                                                                          | Melhores posições nas tabelas | Melhores posições nas tabelas | Melhores posições nas tabelas | Melhores posições nas tabelas | Melhores posições nas tabelas | Melhores posições nas tabelas | Melhores posições nas tabelas | Melhores posições nas tabelas | Vendas      |
| Detalhes do álbum                                                                                          | EUA                           | EUA Heat                      | AUS                           | ESP                           | CAN                           | NZL                           | HOL                           | UK                            | Vendas      |
| --- | ----------------------------- | ----------------------------- | ----------------------------- | ----------------------------- | ----------------------------- | ----------------------------- | ----------------------------- | ----------------------------- | ----------- |
| Fight or Flight - Lançamento: 5 de outubro de 2010 - Gravadora: Wind-up - Formato(s): CD, download digital | 170                           | 2                             | –                             | 76                            | –                             | –                             | –                             | –                             | - : 150.000 |
| "—" denota itens que não entraram nas tabelas ou não foram lançados no território.                         |                               |                               |                               |                               |                               |                               |                               |                               |             |

### Extended plays(EP)
| Detalhes do álbum                                                                                                | Melhores posições nas tabelas | Melhores posições nas tabelas |
| Detalhes do álbum                                                                                                | EUA                           | EUA Heat                      |
| --- | ----------------------------- | ----------------------------- |
| All the Right Wrongs - Lançamento: 26 de outubro de 2009 - Gravadora: Wind-up - Formato(s): CD, download digital | 117                           | 1                             |
| |                               |                               |

## Singles

### Como artista principal
| Ano  | Canção                 | Melhores posições nas tabelas | Melhores posições nas tabelas | Melhores posições nas tabelas | Melhores posições nas tabelas | Álbum                |
| Ano  | Canção                 | CAN                           | EUA                           | JAP                           | UK                            | Álbum                |
| ---- | ---------------------- | ----------------------------- | ----------------------------- | ----------------------------- | ----------------------------- | -------------------- |
| 2009 | "All the Way Up"       | 76                            | –                             | –                             | –                             | All the Right Wrongs |
| 2010 | "You Are the Only One" | –                             | –                             | –                             | –                             | All the Right Wrongs |
| 2010 | "Let's Be Friends"     | –                             | –                             | 24                            | –                             | Fight or Flight      |
| 2010 | "Lovesick"             | 66                            | –                             | –                             | 57                            | Fight or Flight      |
| 2010 | "Lovesick"             |                               |                               |                               |                               |                      |

### Como artista convidada
| Ano  | Canção                                                 | Álbum     |
| ---- | ------------------------------------------------------ | --------- |
| 2010 | "I Feel The Earth Move" (colaboração com Micky Dolenz) | Sem álbum |

### Singles promocionais
| Ano  | Canção                 | Álbum         |
| ---- | ---------------------- | ------------- |
| 2008 | "If I Didn't Have You" | Disneymania 6 |
| 2011 | "Drift"                | Cyberbully    |

## Outras Aparições
| Ano  | Canção                         | Artista      | Álbum                                              |
| ---- | ------------------------------ | ------------ | -------------------------------------------------- |
| 2006 | "Don't Ya Just Love Christmas" | Emily Osment | Holidaze: The Christmas That Almost Didn't Happen  |
| 2006 | "One Day"                      | Emily Osment | Holidaze: The Christmas That Almost Didn't Happen  |
| 2007 | "I Don't Think About It"       | Emily Osment | The Haunting Hour Volume One: Don't Think About It |
| 2008 | "Once Upon a Dream"            | Emily Osment | Princess DisneyMania                               |
| 2009 | "Hero In Me"                   | Emily Osment | Disney Channel Playlist                            |

## Videoclipes
| Ano  | Título                                    | Álbum                |
| ---- | ----------------------------------------- | -------------------- |
| 2009 | "All The Way Up" ''You Are The Only One'' | All The Right Wrongs |
| 2010 | ''Let's Be Friends'' "Lovesick"           | Fight or Flight      |